# عذراء فلاديمير
عذراء فلاديمير أو سيدة فلاديمير (بالروسية: Влади́мирская ико́на Бо́жией Ма́тери)‏، (بالأوكرانية: Вишгородська ікона Божої Матері)‏، وتسمى أيضاً والدة الإله فلاديمير (باليونانية: Θεοτόκος του Βλαντίμιρ)‏، هي أيقونة بيزنطية من القرن الثاني عشر الميلادي وواحدة من أكثر الأيقونات شهرة في التاريخ السلافي ، تُصوِّر العذراء والطفل يسوع، وهي من أوائل النماذج لأيقونة عذراء الرحمة. يُنظَر إلى عذراء فلاديمير على أنها حامية البلاد في روسيا وتنسب إليها العديد من المُعجزات. رُممت الأيقونة خمسَ مراتٍ على الأقلْ منذ القرن الثالث عشر الميلادي.
لا يُعرف من هو راسم الأيقونة الأصيل، لكن يرجَّح أنَّها رُسمت في القسطنطينية، ثمَّ قُدمت هديةً لكييف بعد ذلك، قبل نقلها إلى كاتدرائية انتقال العذراء في مدينة فلاديمير. حسب التقليد الكنسي، لم تغادر الأيقونة هذه الكنيسة قط حتى عام 1395  م، عندما أُرسلت إلى موسكو لحمايتها من غزو تيمورلنك، مع أنَّ هذا الادعاء غير موثق تاريخياً، لكن مع حلول القرن السادس عشر الميلادي كانت الأيقونة موجودة في كاتدرائية الرقاد في موسكو، وبقيت فيها حتى نُقلت إلى معرض تريتياكوف بعد الثورة الروسية.
حصل نزاع في تسعينيات القرن العشرين حول ملكية هذه الأيقونة بين معرض تريتياكوف وبطريركية موسكو انتهى بنقل الأيقونة إلى كنيسة القديس نيقولاوس في تولماشي، التي أعدت لتكون كنيسةً وجزءاً من معرض تريتياكوف بآنٍ واحد. حتى عام 2021م، كانت الأيقونة موجودة في الكنيسة، ولكن لا يمكن الوصول إليها إلا عبر نفق يبدأ من معرض تريتياكوف، ويمر عبره الزوار والمصلين على حد سواء.

## نبذة تاريخية

### الأصل
يؤرخ أقدم جزء من الأيقونة ببدايات القرن الثاني عشر الميلادي، عندما وصلت إلى دولة كييف روس في قرابة 1131 م؛ وكانت في حينها بمثابة هدية لأمير كييف المقدس مستسلاف فلاديميروفيتش، ويتوافق هذا مع التواريخ المذكورة في الحوليات الروسية [الإنجليزية].  وهو أمر مشابه للعديد من الأعمال الفنية البيزنطية عالية الجودة التي يرجح أنَّها رُسمت في القسطنطينية. الوجوه هي الأجزاء الأصلية الوحيدة المتبقية من رسم الأيقونة الأصلي، فقد أُعيد تلوين الملابس بسبب تعرضها للضرر الناتج عن استخدام الأغطية المعدنية أو الأوشحة التي توضع عادةً على سطح الأيقونة لحمايتها وتزينها وتبجيلها، بالإضافة للأضرار الناجمة عن حريق عام 1195.
قرابة 1131، أَرسلت بطريركية القسطنطينية المسكونية الأيقونة هديةً للأمير المعظم يوري دولغوروكي ضمن الجهود التي بذلتها الإمبراطورية البيزنطية لتنصير الشعوب السلافية في ذلك الوقت. بقيت الأيقونة في دير فويشغورد حتى نقلها أندريه بوغوليوبسكي - ابن أمير كييف يوري دولغوروكي - إلى مدينة فلاديمير عام 1155.
حسب التقليد الكنسي فإن أحصنة العربة الحاملة للأيقونة توقفت قرب مدينة فلاديمير وأَبَتْ أن تُكمِل مسيرها، لذلك اعتبر العديد من الروس  هذا إشارةً إلى أن والدة الإله تريد المكوث هنا، ودعي المكان منذ ذلك الحين «بوغليوبوفو» أو «محبوب الرب». نقل الأمير أندريه الأيقونة إلى مكان إقامته في بوغليوبوفو ثم بنى كنيسة الانتقال (على اسم حادثة انتقال العذراء إلى السماء) ولإضفاء الشرعية على ادعائه بأنَّ فلاديمير قد أصبحت المدينة الروسية الرئيسة بدلاً من كييف، ونقلت الأيقونة إلى كنيسة الانتقال بعد تكريسها عام 1160. لم يسجل خروج أيقونة عذراء فلاديمير من مدينة فلاديمير حتى العام 1395، مع أنَّ وجودها لم يمنع أعمال النهب والحرق عندما تعرضت المدينة لغزو المغول عام 1238، وقد تضررت الأيقونة بفعل الحريق. استعيدت عذراء فلاديمير بعد ذلك بوقت قصير، لكنها فقدت ثمَّ استعيدت مجدداً مرتين أيضاً في عامي 1431 و 1512.

### النقل إلى موسكو
تروي أسطورة متأخرة عن رسم هذه الأيقونة على يد لوقا الإنجيلي الذي يعد أول كاتب للأيقونات ، ويعود أول ذكر موثق لهذه القصة إلى عام 1512. تحولت هذه الأيقونة إلى الشفيعة الحامية لموسكو بعد أن نُسبَ إليها حماية المدينة من هجمات التتار بين عامي 1451 و1480. في عام 1395، نُقلت الأيقونة من فلاديمير إلى موسكو خلال غزو تيمورلنك. خرج سكان موسكو لاستقبال الأيقونة القادمة من فلاديمير، وتتواتر روايات آثارية أنَّ مكان اللقاء كان في موقع دير سريتينسكي (بالروسية: Сретенский монастырь)‏ وهي كلمة سلافية تعني اللقاء، بالإضافة أن العديد من الكنائس من القرنين الخامس عشر والسادس عشر كانت قد دُمرَّت وأعادت الكنيسة الروسية الأرثوذكسية ترميمها لاحقاً. في أثناء الغزو أمضى أمير موسكو باسيل الأول ليلة كاملة نائحاً أمام الأيقونة، ثمَّ تراجع جيوش تيمورلنك في اليوم التالي، لذلك اعتقد سكان موسكو أن الأيقونة قد حمت المدينة ورفضوا إعادتها إلى مدينة فلاديمير ووُضعت في كنيسة الرقاد الموجودة في الكرملين.
يعتقد ديفيد ميلر أن الأيقونة بقيت في مدينة فلاديمير مع بعض التنقلات القصيرة إلى موسكو، وبقي الحال كذلك حتى عشرينيات القرن السادس عشر. ليس هناك إشارة لشفاعة هذه الأيقونة لشعب موسكو عام 1395 في أي مصدر حتى أواخر القرن الخامس عشر الميلادي، وترد قصة الشفاعة كاملةً في رواية تعود إلى العام 1512 وأخرى في ستينيات القرن السادس عشر الميلادي. مع نهاية القرن، اكتسبت هذه الأيقونة بعداً مقدساً لدى شعب موسكو بالتزامن مع نمو الوعي القومي الروسي في دوقية موسكو.

### بعد الثورة
خلال الحقبة البلشفية، انتقلت ملكية الأيقونة إلى معرض تريتياكوف في موسكو، لأنها عمل فني، وعرضت للعموم 11 عاماً بدءاً من العام 1930. في أثناء معركة موسكو، عندما غزا النازيون روسيا، يُزعم أن جوزيف ستالين أمر بأن تطوف الأيقونة محيط المدينة فيما كان الألمان يعدون للهجوم. وُصف هذا الزياح للمرة الأولى في كتاب «عمدة» موسكو الرسمي فيكتور فولوخوف ذي العنوان: «شرطة البلدية في الاتحاد الروسي» (بالروسية: Муниципальная милиция в Российской Федерации)‏.
عام 1993، نُقلت الأيقونة إلى كاتدرائية الغطاس في موسكو للتبرك وذلك خلال فترة النزاع بين الرئيس بوريس يلتسن ومجلس الدوما. مع أنَّها تعرضت للضرر خلال النقل، إلا أنها رممت سريعاً وسُلِّمت إلى متحف كنيسة القديس نيقولاوس في تولماشي.

## وصف الأيقونة
الأيقونة مرسومة على لوح خشب بقياس 106×69 سم ومطلية بألوان التمبيرا، وأبعادها المركزية، التي تمثل الجزء الأصلي هي 78×55 سم. تُظهِر الأيقونة يسوع الطفل محمولاً على إحدى ذراعي مريم العذراء، متواجهاً معها وجنة لوجنة حيث تتلامس الوجنتان، فيما يرنو الطفل نحو مريم العذراء التي تنظر بحنان نحو الناظر. طُليت الأوجه والأذرع بلون أخضر زيتوني (السنكير (بالإنجليزية: Sankir)‏) ممزوجٍ بصبغة المغرة ومادة السخام، وأضيفت طبقات شفافة أخرى من نوع المغرة أسطع، لتصبح درجة لون وجه الطفل أزهى من درجة لون وجه الأم، ويحتمل أن الهدف من ذلك كان إظهار الاختلاف في العمر. طُليت ملابس الطفل يسوع بالمغرة الداكنة ذهبية اللون.
حملت الأيقونة الأساس اختصار كلمة والدة الإله كتابةً (باليونانية: ΜΡ ΘΥ)‏، وماتزال أجزاء منها مقروءة.
خلال القرون التسعة التي شهدتها الأيقونة، أُعيد رسم الأيقونة وترميمها خمس مرات على الأقل لمعالجة الأضرار التي أصابتها وتدهور حالتها الفنية، بما في ذلك ترميم القرن الخامس عشر التي يعتقد أن أندريه روبليوف أشرف عليه بنفسه.
وجها مريم العذراء والطفل يسوع والخلفية مذهبة فوق رأسها هي الأجزاء الوحيدة المتبقية من الرسم الأصيل المنجز في القرن الثاني عشر الميلادي. في الماضي غطيت الأيقونة بعدة طبقات منسقة من الأوشحة المعدنية أو المذهبة والتي تسببت بأضرار للإطار.
يصور الوجه الخلفي، الأقل شهرة من الصورة الأصلية، للأيقونة المذبح الإلهي وأدوات آلام المسيح التي رُسمت نحو القرن الرابع عشر الميلادي فوق رسم سابق لقديس مجهول الهوية.
تصنف أيقونة عذراء فلاديمير حسب النظرة العاطفية بين العذراء والطفل يسوع، على أنَّها أيقونة عذراء إليوسا (عذراء الرحمة).
على مرِّ السنين، علّق المؤمنون واللاهوتيون على حدٍّ سواء على رمزية الأيقونة والمشاعر الدينية التي تثيرها فيهم. يشرح اللاهوتي هنري نوين متأملاً في الأيقونة عن عيني العذراء اللتين لا تشخصان إلى الطفل ولا إلى الناظر بل يبدو أنهما «تنظران إلى الجوهر والمظهر في الوقت عينه». فيما تشير يد العذراء الحرّة إلى الطفل «ممهدةً لنا الطريق نحو يسوع دون خوف». فسَّر الباحث الأدبي سيرغي سيرغيفيتش أفيرينتسيف اختلاط المشاعر على وجه العذراء: حنان الأم والألم الناجم أحداث الميلاد ومعرفتها بما سيصيب الطفل من آلام لاحقاً. أما النجمات الثلاث على رداء العذراء، يحجب الطفل يسوع إحداها، فهي تشير إلى «بتولية العذراء قبل، وخلال وبعد ولادة الطفل يسوع». يظهر الطفل يسوع «رجلاً حكيماً مرتدياً ثياب الراشدين»، وحافي القدمين رمزاً لطبيعته البشرية، وثيابه مذهبة رمزاً لملكوت السماوات.
اُستحسِنت جودة هذا العمل فنياً. يقول المؤرخ الفني ديفيد تالبوت رايس: «سلّم الجميع بأنَّها [عذراء فلاديمير] واحدة من أكثر الرسوم الدينية روعة في العالم.» ويمدح المؤرخ الفني جورج هيرد هاملتون مهارة الصنع والتمثيل مشيراً إلى كيفية عرض وجوه الشخصيات وطريقة الانتقال من استخدام الخطوط الدقيقة والحدود إلى رسم السطوح العريضة. رُسمِت هذا الأيقونة بأسلوب فني نموذجي شائع في الفن البيزنطي خلال تلك الفترة يشمل الميزات الآتية: الأفواه الصغيرة والعيون العريضة وأنف العذراء مريم المستقيم. تَمنح النظرات المعقدة والمتبادلة بين الأم وابنها الأيقونة حركةً وحيوية، مع أنَّ الرَّسام تجنب استعمال الخطوط الفاصلة في الرَّسم، وهي التقنية التي ستشيع لاحقاً في الفن البيزنطي. تحوي ملامح الطفل ميزات النحت الكلاسيكية، مع أنَّ الفنان عبَّر عن مشاعر أكثر واقعيةً لطفلٍ صغير. تميِّز الشخوص الإنسانية وتعابيرها هذه الأيقونة عن رسوم الفن البيزنطي الأبكر، وتُجسِّد التَّطور الفني الحاصل في عهد السلالة الكومنينيونية.

## تأثير الأيقونة

### التاريخي

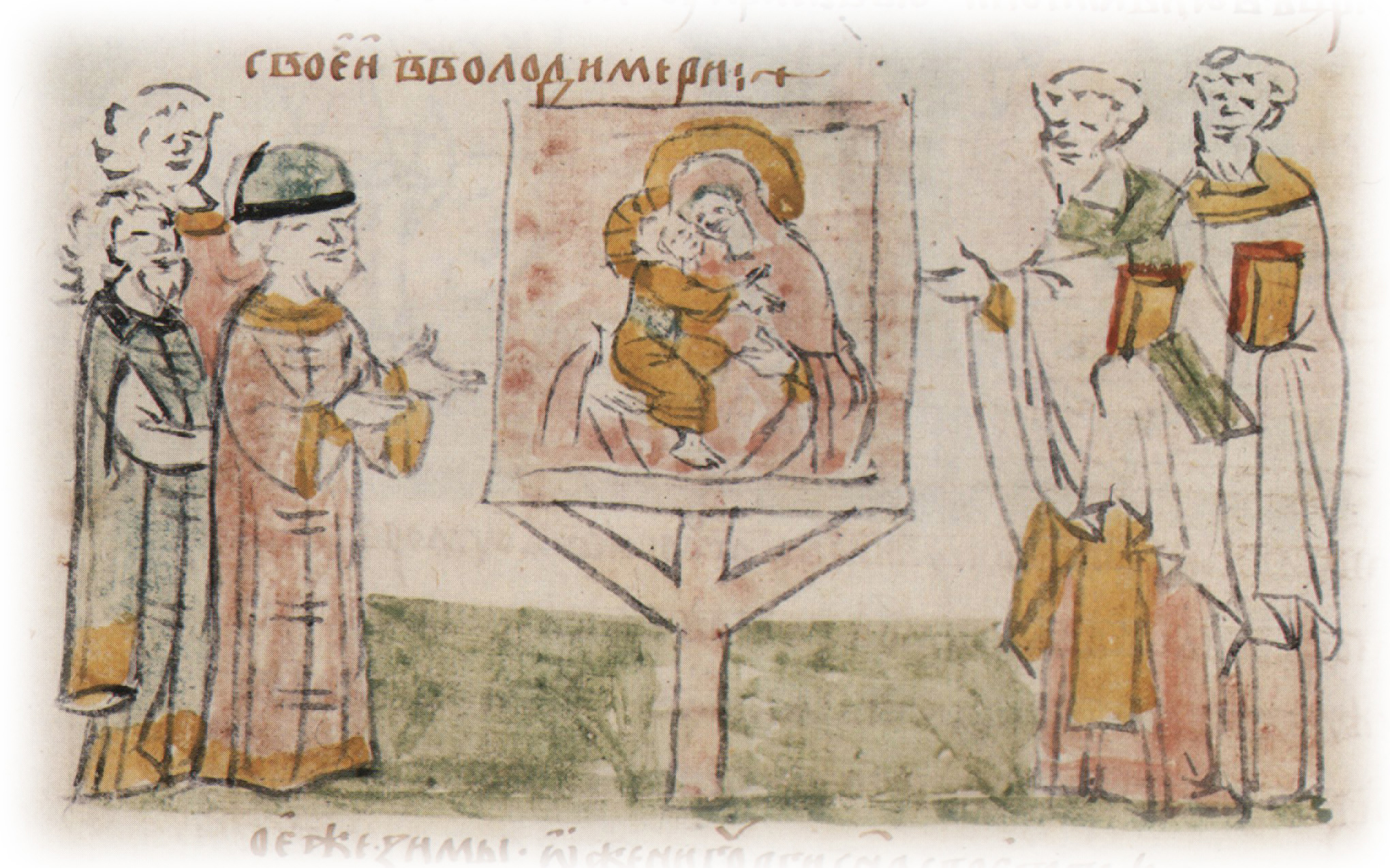
لوحة تصور نقل أيقونة عذراء فلاديمير بناء على طلب أندريه بوغوليوبسكي من كييف إلى فلاديمير

أيقونة عذراء فلاديمير من أكثر الأيقونات المؤثرة في التاريخ الروسي. يعزو الباحث ديفيد ميللير إل هذه الأيقونة دوراً رئيساً في تشكل الوعي القومي عند الروس. حاجج الأمير أندريه بوغوليوبسكي بأن نقل الأيقونة من كييف إلى فلاديمير يدعم شرعية الأخيرة لتكون عاصمة خقانات روس.
إنَّ العلاقة المتينة التي تربط هذه الأيقونة بالأحداث التاريخية الروسية الهامّة أدت لتسميتها شفيعة حارسة لعموم البلاد. آخر هذه الأحداث كانت الأزمة الدستورية الروسية عام 1993 التي نشبت بين الرئيس الروسي بوريس يلتسن ومجلس الدوما، عندها أُحضرَت الأيقونة إلى كاتدرائية الغطاس بناءً على طلب أليكسي الثاني بطريرك موسكو ويوري لوزكوف عمدة موسكو أملًا بجلب السلام للبلاد.

### الديني
تُبجَّل أيقونة عذراء فلاديمير بصفتها أيقونة والدة الإله الشفيعة الحامية لروسيا. استخدمت هذه الأيقونة في احتفالات تتويج قياصرة روسيا، وفي انتخابات البطاركة ومناسباتٍ عديدةٍ هامّةٍ أخرى.
يُحتفى بالأيقونة في ثلاثة أعياد خاصة بها وهي:
- 3 يونيو في التقويم الجريجوري الذي يوافق 21 مايو في التقويم اليولياني، [د] يحتفى بالأيقونة لحمايتها مدينة موسكو من هجوم محمد الأول جيراي أمير خانية القرم عام 1521م.
- 6 يوليو في التقويم الجريجوري، الموافق 23 يوليو في التقويم اليولياني، ذكرى انتصار الروس على أحمد خان بن كجك خلال معركة أوغرا عام 1480م.
- 8 سبتمبر في التقويم الجريجوري، الموافق 26 أغسطس في التقويم اليولياني، لإحياء ذكرى صمود مدينة موسكو في غزو تيمورلنك.[وب-إنج 3]

## الموقع والعرض

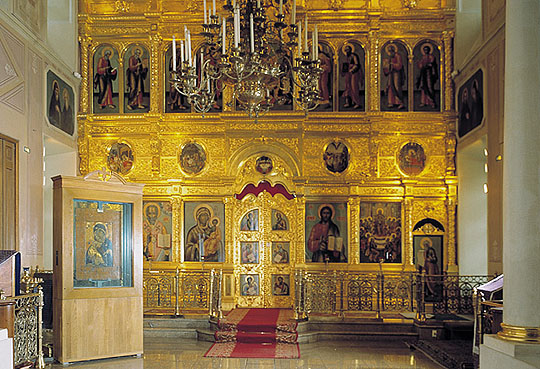
سيدة فلاديمير معروضة داخل الكنيسة

تنازعت الكنيسة الروسية الأرثوذكسية ومعرض تريتياكوف حول ملكية أيقونة فلاديمير لعقود، ثم سويت القضية بالاتفاق على عرض الأيقونة في كنيسة القديس نيقولاوس في تولماتشي، الَّتي تعامل معاملة مركزاً دينياً ومتحفاً على حد سواء.
أنهى المعرض ترميماً شاملاً لكنيسة القديس نيقولاوس عام 1997، وأضاف ميزات أمنية للتخزين والعرض الفني. أنشئ أيضاً نفق للمشاة يصل بين المعرض والكنيسة مباشرة.

وضعت الأيقونة داخل صندوق زجاجي مُتحكَّم بدرجة حرارته ومضاد للرصاص لحفظها. في السابع من سبتمبر عام 1996، وُضِعَت الأيقونة في كنيسة القديس نيقولاوس، ثُمَّ كرَّسها البطريرك أليكسي الثاني في اليوم التالي.
لأن كنيسة القديس نيقولاوس هي متحف في الوقت نفسه، يُسمَح للزوار بالصلاة فيها في أيام محددة في الأسبوع، لكن الوصول إلى الكنيسة الكنيسة يكون من معرض تريتياكوف حصراً عبر النفق الرابط بينهما.

## النسخ والتأثير
رسمت نسخ عديدة من أيقونة عذراء فلاديمير، بعض منها بيد رسامين وشخصيات دينية معروفة في نطاقها. وفقاً لسوزان ماسي - باحثة أمريكية في التاريخ الروسي - أصبحت هذه الأيقونة معياراً قياسياً لنسخ روسية عديدة معاصرة تصور العذراء مريم.
في تحضيرات الألعاب الأولمبية الصيفية 1980، أُنشئ مزار للرياضيين للصلاة قبل المنافسات، احتوى نسخة من أيقونة عذراء فلاديمير.
وكُرِّست كنيسة في سانت بطرسبرغ تحمل شفاعة الأيقونة.
وفي النطاق العالمي توجد كنيسة تحمل اسم عذراء فلاديمير في بلدة بنتزبرغ في الشمال البافاري في ألمانيا، وتستعمل شركة أيكون برودكشن للإنتاج السينمائي لصاحبها ميل غيبسون مقطعاً من وجه عذراء فلاديمير.

## الهوامش
1. ↑   يبدأ التاريخ الروسي من السلاف الشرقيين لذلك دعي هنا بالسلافي
2. ↑  يختلف الشعب الروسي في العصر ذلك عن الروس اليوم للمزيد اطلع على مقالة تاريخ روسيا
3. ↑  يُسمى راسم الأيقونات الكنسية بكاتب للأيقونة في التقليد المسيحي، لأن الأيقونة كتاب مصور.
4. ↑  وُضعت الأعياد وفقاً للتقويم الجريجوري واليولياني نظراً لكون الكنيسة الأرثوذكسية الروسية تستخدم التقويم اليولياني

### فهرس المراجع
المنشورات
بالإنجليزية
1. 1 2  Weitzmann (1982), p. 17.
2. ↑  Tretyakov Guide (2000), p. 280.
3. 1 2 3  Runciman (1975), p. 154.
4. 1 2  Rice (1946), p. 89.
5. 1 2  Miller (1968), p. 658.
6. 1 2  Miller (1968), pp. 660–661.
7. 1 2 3 4 5 6  Hamilton (1983), pp. 107–108.
8. ↑  Miller (1968), pp. 658–659.
9. ↑  Miller (1968), p. 663.
10. ↑  Beliaev (1997), p. 38.
11. ↑  Evans (2004), p. 165.
12. ↑  Miller (1968), pp. 669–670.
13. 1 2  Averintsev (1994), p. 613.
14. ↑  Bakatkina (2017), pp. 44–45.
15. 1 2 3  Bakatkina (2017), p. 45.
16. ↑  Bakatkina (2017), pp. 8–25.
17. ↑  Elkins (1993), p. 113–120.
.
18. 1 2  ’Averintsev (1994), pp. 612–615.
19. 1 2  Forest (2008), pp. 78–80.
20. ↑  Nouwen (1985), pp. 387–389.
21. ↑  Nouwen (1985), p. 387.
22. 1 2  Jackson (1995).
23. ↑  Miller (1968), pp. 668–670.
24. ↑  Miller (1968), p. 657.
25. ↑  Kirdina (2000), p. 278–280.
.
26. ↑  Insight Guides (2016), pp. 99–100
27. ↑  Evans (2004), pp. 164–165.
28. ↑  Massie (1980), p. 45.
29. ↑  Bakatkina (2017), pp. 72.

بالروسية
1. ↑  Православная энциклопедия (2000), vol. 9, p. 8—38.

الوب
بالإنجليزية
1. ↑  Oleg  Yegorov (12 Nov 2018). "5 most famous and miraculous icons that Russians venerate". Russia Beyond (بالإنجليزية). Archived from the original on 2020-09-22. Retrieved 2019-08-09..
2. 1 2  Alekseyenko, Anton (9 Sep 2008). "Vladimir Icon of the Mother of God". Orthodoxy and the World (بالإنجليزية). Archived from the original on 2019-08-12. Retrieved 2019-08-12..
3. ↑  "Commemoration of the Vladimir Icon of the Mother of God and the deliverance of Moscow from the Invasion of Tamerlane". The Orthodox Church in America (بالإنجليزية). The Orthodox Church in America. 26 Aug 2016. Archived from the original on 2020-08-10. Retrieved 2019-08-15.

بالروسية
1. 1 2 3 4  Никола в Толмачах (12 Dec 2012). "Третьяковка приглашает... в храм/Интервью/ЖМПиЦВ". Tserkovny Vestnik (Interview) (بالروسية). Archived from the original on 2020-10-01. Retrieved 2019-08-12.
2. ↑  "Что скрывает обратная сторона иконы Владимирской Божьей Матери?". TVkultura (بالروسية). 13 Mar 2014. Archived from the original on 2019-09-25. Retrieved 2019-08-24.
3. ↑  "О чем молятся Владимирской иконе Божией Матери" [About prayer for the Vladimir icon of the Mother of God]. Информационный портал (بالروسية). 3 Jun 2019. Archived from the original on 2019-08-11. Retrieved 2019-08-11.
4. 1 2  "Третьяковка приглашает... в храм/Интервью/ЖМПиЦВ". Tserkovny Vestnik (Interview) (بالروسية). 12 Dec 2012. Archived from the original on 2024-08-03. Retrieved 2019-08-12.
5. ↑  "Собор Владимирской иконы Божией Матери" (بالروسية). Archived from the original on 2021-05-07. Retrieved 2021-05-16.

### بيانات المراجع
بالإنكليزية
الكتب
- Massie, Suzanne (1980). Land of the Firebird: the Beauty of Old Russia (بالإنجليزية). New York City: Simon and Schuster. ISBN:0-671-23051-4.
- Weitzmann, Kurt (1982). The Icon (بالإنجليزية). London: Evans Brothers Ltd. ISBN:0-237-45645-1. Archived from the original on 2022-07-12.
- Hamilton, George Heard (1983). The art and architecture of Russia (بالإنجليزية) (3rd ed.). New Haven: Yale University Press. ISBN:0-300-05327-4.
- Kirdina, N., ed. (2000). State Tretyakov Gallery (Guidebook) (بالإنجليزية). Translated by Cook, K. M. (2nd rev ed.). Moscow: Avant-Garde. ISBN:978-5863941066. OCLC:54071928. OL:9058828M.{{استشهاد بكتاب}}:  صيانة الاستشهاد: ref duplicates default (link)
- Bakatkina, Maria (5 Jan 2017). "Hands off That Sacred Image!" The Vladimir Icon and Its Power (Thesis) (بالإنجليزية). University of Virginia. DOI:10.18130/V3NQ0F. Archived from the original (PDF) on 2020-02-18. Retrieved 2019-08-15 – via LibraETD.
- Evans, Helen C., ed. (2004). Byzantium, Faith and Power (1261–1557) (بالإنجليزية). Metropolitan Museum of Art/Yale University Press. ISBN:978-1-58839-114-8. OCLC:893698628. Archived from the original on 2022-07-11.
- Forest, Jim (2008). Praying with Icons (بالإنجليزية). Orbis Books. ISBN:978-1-60833-077-5. Archived from the original on 2020-12-10.
- Insight Guides Pocket Moscow (Travel Guide eBook) (بالإنجليزية). Apa Publications (UK) Limited. 2016. ISBN:978-1-78671-677-4. Archived from the original on 2020-12-10. Retrieved 2019-08-09.

المقالات المحكمة
- Elkins, James (1993). "From original to copy and back again". The British Journal of Aesthetics (بالإنجليزية). Oxford University Press. 33 (2): 113–120. DOI:10.1093/bjaesthetics/33.2.113. ISSN:0007-0904. GALE A13772791.
- Averintsev, Sergej S. (1994). "The Image of the Virgin Mary in Russian Piety". Gregorianum (بالإنجليزية). Gregorian Biblical Press. 75 (4): 611–622. ISSN:0017-4114. JSTOR:23579744.
- Beliaev, Leonid A. (1997). "Mystery Monasteries". Archaeology (بالإنجليزية). Archaeological Institute of America. 50 (4): 36–38. ISSN:0003-8113. JSTOR:41658720.
- Jackson, David (May 1995). "The State Tretyakov Gallery. Moscow". The Burlington Magazine (Review) (بالإنجليزية). Burlington Magazine Publications Ltd. 137 (1106): 342–344. ISSN:0007-6287. JSTOR:886644.
- Miller, David B. (Oct 1968). "Legends of the Icon of Our Lady of Vladimir: A Study of the Development of Muscovite National Consciousness". Speculum (بالإنجليزية). Medieval Academy of America. 43 (4): 657–670. DOI:10.2307/2855325. ISSN:0038-7134. JSTOR:2855325.
- Nouwen, Henri J. M. (11 May 1985). "The Icon of the Virgin of Vladimir: An Invitation to Belong to God". America (بالإنجليزية). America Media. 152 (18): 387–390. ISSN:0002-7049. نت لايبراري 35621166.
- Rice, D. Talbot (Apr 1946). "The Greek Exhibition at Burlington House". The Burlington Magazine for Connoisseurs (بالإنجليزية). 88 (517): 86–90. ISSN:0951-0788. JSTOR:869212.
- Runciman، Steven (1975). Byzantine Style and Civilization. Penguin Books. ISBN:978-0-14-013754-5. مؤرشف من الأصل في 2020-08-19.

بالروسية
- Православная энциклопедия (بالروسية), Москва: Православная энциклопедия, 2000, OCLC:46632361, QID:Q2498180